# Dealul Pacău
Dealul Pacău este o arie protejată de interes național ce corespunde categoriei a IV-a IUCN (rezervație naturală de tip botanic), situată în nord-vestul Transilvaniei, pe teritoriul județului Bihor

## Localizare
Aria naturală se află în extremitatea central-sudică a județului Bihor, în partea sud-estică a satului Borz, pe teritoriul administrativ al comunei Șoimi (în estul satului Dumbrăvița de Codru). Aceasta se află în apropierea drumului județean 709A care leagă localitatea Petid de Uileacu de Beiuș.

## Descriere
Rezervația naturală cu o suprafață de 15 hectare a fost declarată arie protejată prin Legea Nr.5 din 6 martie 2000 (privind aprobarea Planului de amenajare a teritoriului național - Secțiunea a III-a - zone protejate, publicată în Monitorul Oficial al României, Nr.152 din 12 aprilie 2000) și se suprapune sitului de importanță comunitară - Defileul Crișului Negru.

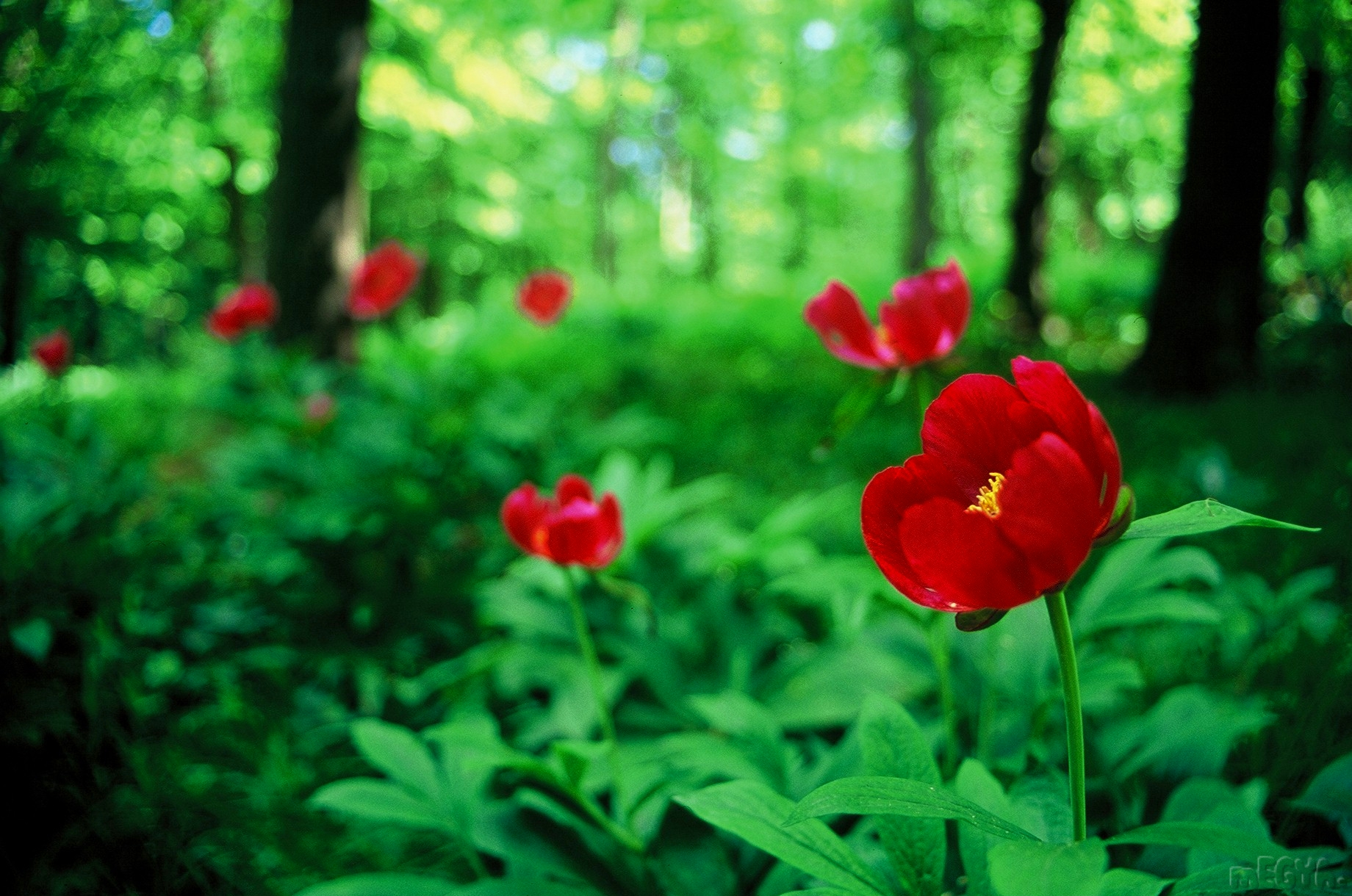
Bujor banatic (Paeonia officinalis ssp. banatica)

Dealul Pacău reprezintă o zonă naturală acoperită cu pădure de cer (Quercus ceris) în arealul căreie se dezvoltă exemplare valoroase din specia bujorului banatic (Paeonia officinalis ssp. banatica), element floristic protejat la nivel european prin Directiva 92/43/CE (anexa I-a) din 21 mai 1992 - privind conservarea habitatelor naturale și a speciilor de faună și floră sălbatică).

## Obiectiv turistic aflat în vecinătate
- Biserica de lemn „Sf. Arhangheli Mihail și Gavril” din Șoimi, lăcaș de cult (ridicat în secolul al XVIII-lea) aflat pe lista monumentelor istorice sub codul LMI BH-II-m-B-01209.